# Ипатово (Томская область)
Ипатово — деревня в Томском районе Томской области России. Входит в состав Богашёвского сельского поселения. Население 2 человек (2021) .

## География
Находится на юго-востоке Томской области, в окружении кедрового бора, у реки Арламовки. 
Улично-дорожная сеть деревни включает: улицу Центральную и Кедровый переулок.

## История
Решением Томского облисполкома от 10 января 1961 года № 19, из состава Коларовского сельского совета в Богашёвский сельский совет переданы населенные пункты Ипатово и Лучаново.
По решению Томского облисполкома от 17 марта 1982 года № 56, село Богашево было отнесено к категории рабочих посёлков, Богашёвский сельский совет упразднен, а Ипатово, вошло в образованный Богашёвский поселковый совет.
В октябре 1991 года Богашёвский поссовет снова преобразован в Богашёвский сельсовет, а Ипатову возвращён статус деревни этого сельского совета. 
В соответствии с Законом Томской области от 12 ноября 2004 года № 241-ОЗ, деревня вошла в муниципальное образование Богашёвское сельское поселение.

## Население
| 2002 | 2008 | 2009 | 2010 | 2011 | 2012 | 2013 | 2014 | 2015 |
| ---- | ---- | ---- | ---- | ---- | ---- | ---- | ---- | ---- |
| 3    | ↘1   | →1   | →1   | →1   | →1   | →1   | →1   | →1   |
| 2021 |      |      |      |      |      |      |      |      |
| ↗2   |      |      |      |      |      |      |      |      |

## Инфраструктура
Личное подсобное хозяйство.

## Транспорт
Просёлочная дорога.